# 幹線 (熊本市電)
幹線（日语：／ Kansen */?）是熊本市交通局（熊本市電）擁有的電車路線之一。

## 運行形態
- ■A系統（田崎橋 - 健軍町）- 行走幹線所有區間，每4至7分鐘一班
- ■B系統（上熊本 - 健軍町）- 辛島町 - 水道町之間，每7至11分鐘一班

## 歷史
- 1924年（大正13年）8月1日 熊本站前 - 水道町 - 淨行寺町之間開通。
- 1928年（昭和3年）3月3日 花畑町 - 市役所前之間改變走線
- 1929年（昭和4年）6月13日 古川町 - 花畑町之間改變走線
- 1972年（昭和47年）3月1日 水道町 - 淨行寺町之間路段廢止
- 2011年（平成23年）3月1日 熊本城前改名為花畑町、市役所前改名為熊本城·市役所前

## 電車站列表
所有電車站都位於熊本縣熊本市內。
| 電車站 編號 | 中文站名        | 日文站名 | 英文站名 | 站間 營業 距離 | 累計 營業 距離 | 接續路線                                                       | 所在地 |
| ----------- | --------------- | -------- | -------- | -------------- | -------------- | -------------------------------------------------------------- | ------ |
| 3           | 熊本站前電車站  |          |          | -              | 0.0            | 熊本市電：田崎線 九州旅客鐵道：鹿兒島本線、豐肥本線 （熊本站） | 西區   |
| 4           | 祇園橋          |          |          | 0.5            | 0.5            |                                                                | 中央區 |
| 5           | 吳服町          |          |          | 0.5            | 1.0            |                                                                | 中央區 |
| 6           | 河原町          |          |          | 0.4            | 1.4            |                                                                | 中央區 |
| 7           | 慶德校前        |          |          | 0.4            | 1.8            |                                                                | 中央區 |
| 8           | 辛島町停留場    |          |          | 0.4            | 2.2            | 熊本市電：上熊本線                                             | 中央區 |
| 9           | 花畑町          |          |          | 0.2            | 2.4            |                                                                | 中央區 |
| 10          | 熊本城·市役所前 |          |          | 0.4            | 2.8            |                                                                | 中央區 |
| 11          | 通町筋          |          |          | 0.2            | 3.0            |                                                                | 中央區 |
| 12          | 水道町          |          |          | 0.3            | 3.3            | 熊本市電：水前寺線                                             | 中央區 |

### 已廢止電車站
現存區間
- 春日町電車站 （1924年8月1日以新橋電車站的名義啟用，於1943年12月28日廢止）
- 古桶屋町電車站 （1924年8月1日啟用，1943年12月28日廢止）
- 魚屋町電車站 （1924年8月1日以魚屋一丁目電車站的名義啟用，於1943年12月28日廢止）
- 紺屋町電車站 （1937年4月1日 - 5月13日之間營業，為臨時電車站）
- 古川町電車站 （1924年8月1日啟用，1943年12月28日廢止）
- （舊）花畑町電車站 （1924年8月1日啟用，1943年12月28日廢止）
- 三年坂電車站 （1937年 - 1941年之間4度設置，為臨時停留場）

廢止區間
- 白川公園前停留場 （在1924年8月1日以草葉町電車站的名義啟用，於1972年3月1日廢止）
- 建丁電車站 （1924年8月1日啟用，1943年12月28日廃止）
- 藤崎宮前電車站（日语：藤崎宮前停留場） （在1924年8月1日以廣町電車站的名義啟用，於1972年3月1日廢止）
- 千反畑町電車站 （1924年8月1日啟用，1943年12月28日廢止）
- 淨行寺町電車站（1924年8月1日啟用，1972年3月1日廢止）

### 過去接續路線
- 河原町電車站：熊本市電川尻線（日语：熊本市電川尻線）
- 辛島町電車站：熊本市電春竹線（日语：熊本市電春竹線）（直通）
- 藤崎宮前電車站：熊本市電坪井線（日语：熊本市電坪井線）（直通）、熊本電氣鐵道藤崎線
- 浄行寺町電車站：熊本市電黑髮線（日语：熊本市電黒髪線）（直通）

## 注腳
1. 1 2 3 4 5  熊本市交通局　熊本市電 （页面存档备份，存于）（日語）
2. ↑  【ユキサキナビ】熊本市電幹線（熊本県）の鉄道駅［電車駅］路線から探す （页面存档备份，存于）（日語）

## 外部連結
- 熊本市交通局 （页面存档备份，存于）

Template:熊本幹線